# Rhizophora mucronata
Rhizophora mucronata är en tvåhjärtbladig växtart som beskrevs av Jean-Baptiste de Lamarck. Rhizophora mucronata ingår i släktet Rhizophora, och familjen Rhizophoraceae. IUCN kategoriserar arten globalt som livskraftig. Inga underarter finns listade i Catalogue of Life.